# Absolución (cristianismo)

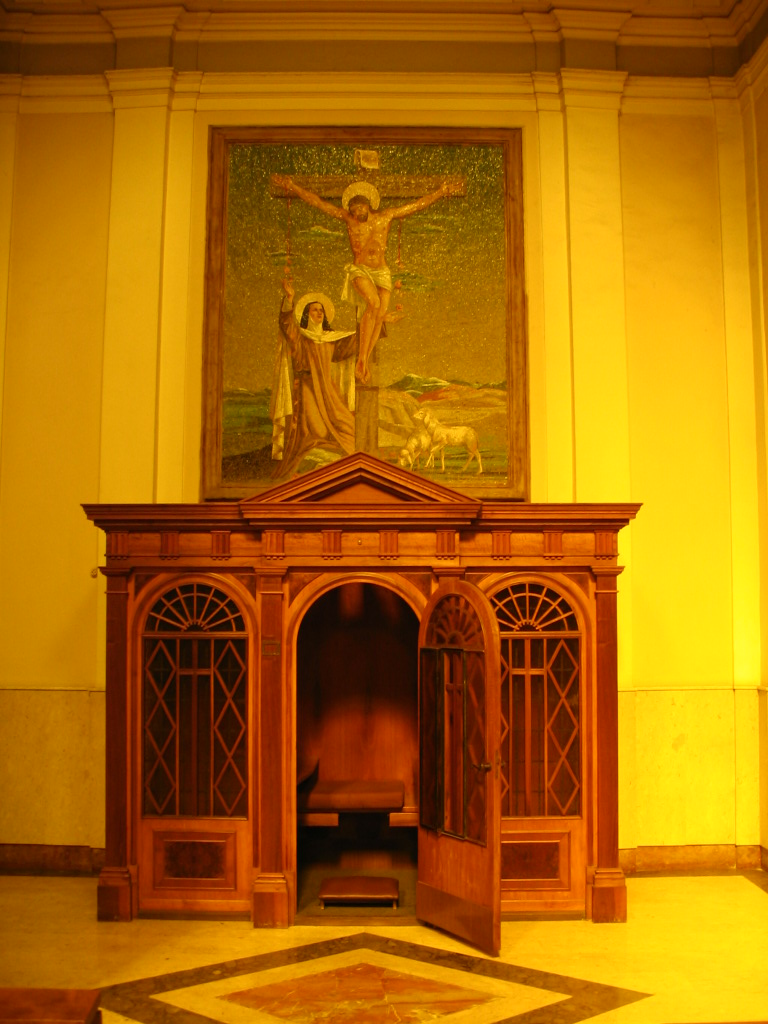
El confesionario es donde generalmente los sacerdotes católicos otorgan la absolución.

En la teología católica, la absolución (del latín absolvere: liberar de, exculpar) es un pronunciamiento del perdón de los pecados hecho a una persona que se ha arrepentido, otorgada durante el sacramento de la penitencia.
La tradición católica (tanto latina como oriental) señala que este rito está basado en el indulto que Jesús de Nazaret otorgó a los pecadores durante su ministerio y en la autoridad otorgada tanto a Simón Pedro para "atar y desatar" como a los doce "para perdonar y retener pecados" (Mateo 16, 19; 18, 18 y Juan 20, 21-23). En los primeros tiempos de la iglesia, el sacerdote absolvía a los pecadores arrepentidos después de haber confesado y realizado su penitencia públicamente.
Canónicamente es el acto por el cual un sacerdote, teniendo la necesaria jurisdicción, restituye la  gracia perdida por el pecado. Es parte esencial del Sacramento de Reconciliación por el cual Dios perdona los pecados. La absolución requiere que el penitente haga una buena confesión.
La fórmula de absolución en uso en la Iglesia latina expresa el elemento esencial de este sacramento: el Padre de la misericordia es la fuente de todo perdón. Realiza la reconciliación de los pecadores por la Pascua de su Hijo y el don de su Espíritu, a través de la oración y el ministerio de la Iglesia:

«Dios, Padre misericordioso, que reconcilió consigo al mundo por la muerte y la resurrección de su Hijo y derramó el Espíritu Santo para la remisión de los pecados, te conceda, por el ministerio de la Iglesia, el perdón y la paz. Y yo te absuelvo de tus pecados en el nombre del Padre y del Hijo y del Espíritu Santo».
Catecismo de la Iglesia Católica. 1449

A lo cual el penitente contesta, "Amén."
Conforme al Código de Derecho Canónico, la absolución no puede darse si no media la confesión individual de los pecados, salvo en los casos en los que el peligro de muerte haga imposible oír dicha confesión y ante una "necesidad grave".